# キュビエ器官

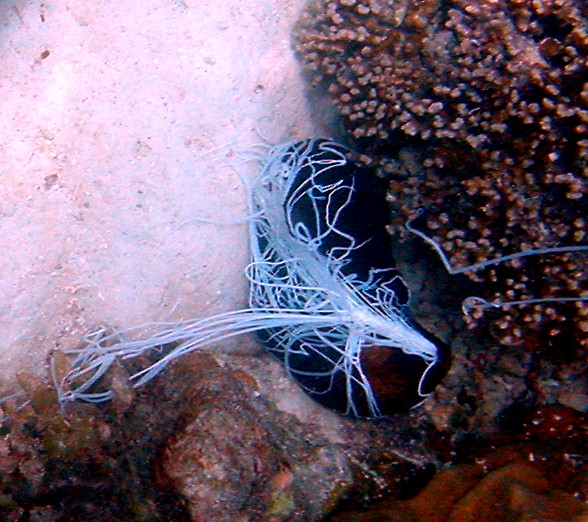
キュビエ器官（白い糸状の組織）を放出するナマコ。セーシェル共和国マヘ島、2004年4月。

キュビエ器官（キュビエきかん、キュビエ氏管、キュビエ管とも。ジョルジュ・キュヴィエにちなんで名付けられた）はナマコが外敵から身を守るために用いる器官。

## 概要
キュビエ器官はナマコ綱に属する多くの種で見られ、えらまたは直腸から変化したものであると考えられている。この器官を持つナマコは外敵から襲われた際、キュビエ器官を体内から放出する。放出されたキュビエ器官は粘液の絡んだ細い糸から成る網のような形状をしており、ナマコを襲おうとした魚やカニなどの動きを封じる働きをする。放出された器官が体内に戻ることはなく、ナマコ本体からは切り離される。放出後1〜3ヶ月程度で体内に再生する。日本でよく見られる食用に供されるマナマコはこの器官を持たない。

### 観察
粘液は接着性が強く、なかには毒を備える種もある。ナマコを手で刺激することで容易に放出を観察することができるが、手などに付着すると容易には取れない。その際は乾燥させてから取ると良い。ナマコの血液の採取を行う際のサンプリングにも用いられる。